# Regierung Nadschib Miqati III
Die Regierung Nadschib Miqati III war vom 10. September 2021 bis zum 8. Februar 2025 die Regierung des Libanon unter dem Ministerpräsidenten Nadschib Miqati. Sie folgte der Regierung von Hassan Diab, die in Folge der Massenproteste gegen die Regierung nach der Explosionskatastrophe in Beirut am 10. August 2020 zurückgetreten war, und den gescheiterten Versuchen von Mustapha Adib im August/September 2020 und anschließend von Saad Hariri, eine Regierung für den krisengeschüttelten Libanon zu bilden. Am 8. Februar 2025 wurde sie von der Regierung Nawaf Salam abgelöst.

## Vorgeschichte

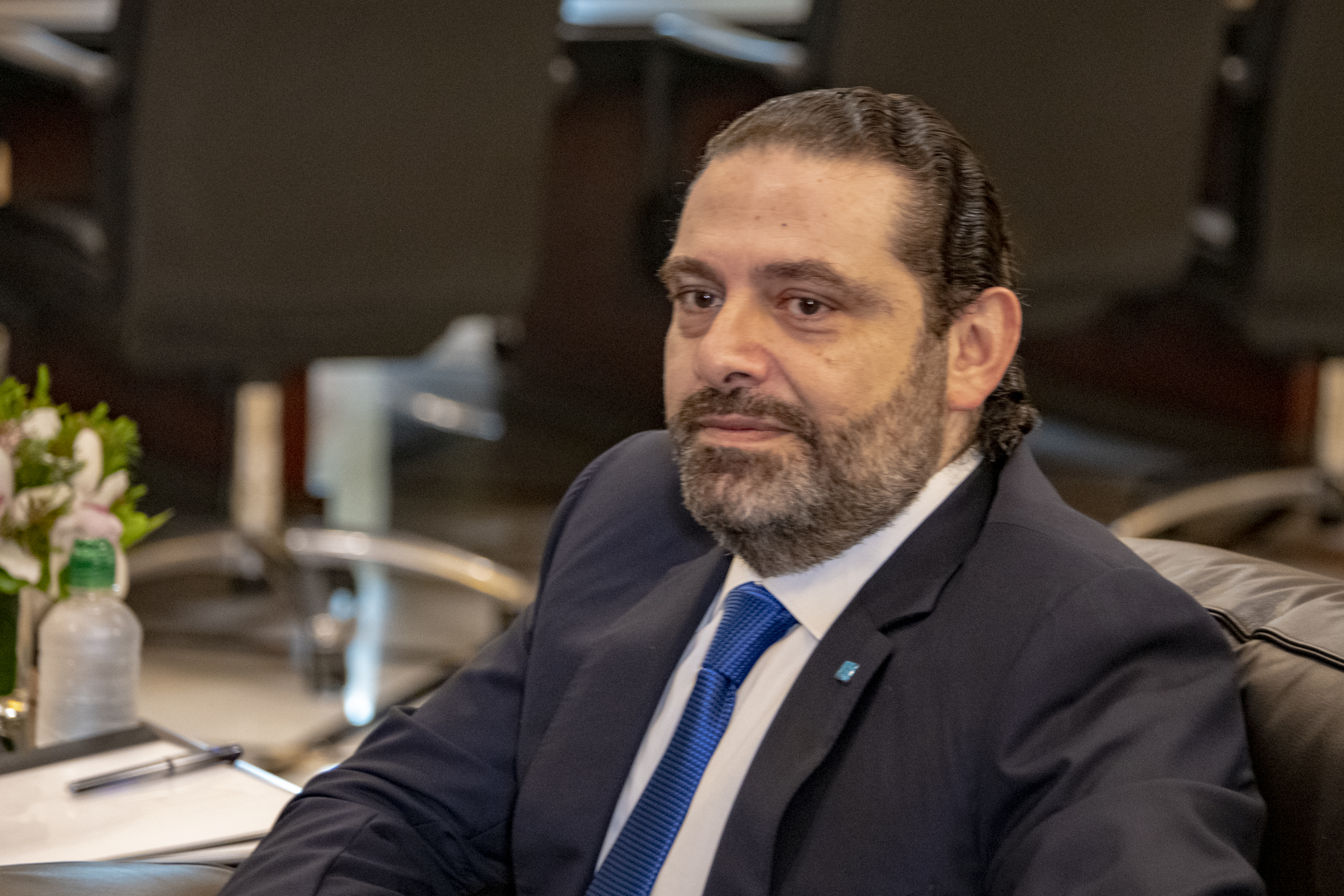
Ministerpräsident Saad Hariri (2019)

Nach mehreren Wochen der Proteste im Libanon gegen Korruption und Misswirtschaft gab Ministerpräsident Saad Hariri schließlich als Regierungschef auf und trat im Oktober 2019 zurück. Nachdem die Proteste im Land weitergingen, zogen sich die Gespräche über eine neue Regierung bis in den Dezember 2019 hin. Schließlich einigte man sich darauf, dass der Universitätsprofessor Hassan Diab mit der Übernahme der Regierungsgeschäfte den Libanon aus der schweren politischen Krise führen sollte. Unter Ministerpräsident Saad Hariri war Diab von 2011 bis 2014 Bildungsminister gewesen. Im Januar 2020 gelang es Ministerpräsident Hassan Diab, eine Regierung zu bilden – allerdings war dies eine, die auf die Ablehnung der Protestbewegung stieß. Auch wenn dem Kabinett Diab „einige fähige Technokraten“ angehörten, war die Skepsis politischer Beobachter groß, dass die neuen Minister „als eine Art Schattenregierung für diejenigen fungieren sollen, die seit Jahren an der Macht festhalten.“ Damit war u. a. der Parlamentssprecher Nabih Berri von der schiitischen Amal-Bewegung gemeint, der seit 1992 im Amt ist. Im Frühjahr 2020 verschärfte die Corona-Krise und die wochenlangen Beschränkungen die ökonomische und soziale Situation im Land; Libanons neue Regierung versprach zwar Abhilfe, doch der wirtschaftliche Niedergang setzte sich fort und die Arbeitslosigkeit stieg. Auch Wut und Verzweiflung wuchsen und trieben die Menschen erneut auf die Straße.
Wenige Tage nach der verheerenden Explosionskatastrophe im Hafen von Beirut am 4. August 2020 kam es zu teils gewalttätigen Protesten gegen die Regierung Diab, die von der Protestbewegung für die Ursachen der Detonationen verantwortlich gemacht wurde. Bei seinem Besuch in der Hauptstadt versprach Frankreichs Präsident Emmanuel Macron Hilfe und mahnte gleichzeitig politische Reformen an. Am 10. August gab Ministerpräsident Diab dem Druck der Öffentlichkeit nach, erklärte den Rücktritt seiner Regierung und schlug Neuwahlen vor. Nach Ansicht des NZZ-Korrespondenten Christian Weisflog erwies sich der Professor der Amerikanischen Universität Beirut „letztlich als machtlose und vielleicht auch willenlose Marionette der regierenden Elite. Diab leitete keinerlei Reformen ein, während das Land weiter in eine abgrundtiefe Wirtschaftskrise rutschte.“

## Versuch der Regierungsbildung durch Mustapha Adib und Saad Hariri

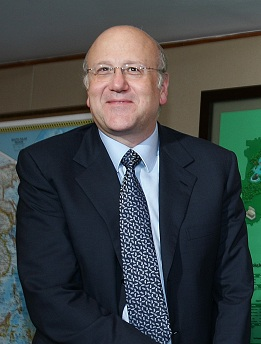
Nadschib Miqati

Unmittelbar nach Hassan Diabs Rücktritt wurde als Kandidat für das Amt Regierungschefs der Jurist Nawaf Salam ins Gespräch gebracht, seit 2018 als Richter am Internationalen Gerichtshof tätig. Er gilt der libanesischen Protestbewegung als akzeptabel.
Ebenso wurde erneut eine „Regierung der Nationalen Einheit“ diskutiert, vermutlich unter der Führung von Saad Hariri oder einer von ihm befürworteten Person.
Der frühere libanesische Botschafter in Deutschland, Mustapha Adib, wurde am 30. August zum neuen Ministerpräsidenten des Landes ernannt; die großen Blöcke im Parlament hatten gesagt, sie würden den von Hariri und den Ex-Premierministern nominierten Kandidaten unterstützen.
Laut The Arab Weekly versuchte Mustapha Adib unmittelbar nach seiner Wahl, eine Expertenregierung ohne Politiker zu bilden, was impliziert, dass sich die Hisbollah möglicherweise zum ersten Mal seit 2005 außerhalb einer Regierungsbildung im Libanon befindet. Zu den Herausforderungen, denen sich der designierte Premier gegenübersieht, stehe die Frage, ob die rivalisierenden politischen Parteien des Libanon es ihm ermöglichen werden, eine Regierung von „Experten“ zu bilden, die politische Parteien oder einen ihrer Vertreter ausschließe, schrieb die Tageszeitung an-Nahar. Mitte September kamen die Versuche Adibs, eine Regierung zu bilden, ins Stocken, als Hisbollah und die AMAL-Bewegung auf dem Finanzportfolio beharrten. Inzwischen hatte Präsident Michel Aoun versichert, dass er die Rotation aller Portfolios unter der Bedingung eines „nationalen Konsenses“ über unterstütze. Vorausgegangen waren Konsultationen, die der Präsident mit den Parlamentsblöcken abgehalten hatte, sagten die Quellen, die Blöcke hätten Aoun mitgeteilt, dass sie einer Regierung, der sie nicht zustimmen, ihr Vertrauensvotum nicht gewähren werden. Die französische Regierung, die dem libanesischen Parlament ein Ultimatum betreffs der Regierungsbildung und finanziellen Zusagen gestellt hatte, kritisierte, dass die libanesischen politischen Führer ihre Zusagen an Präsidentschaft Emmanuel Macron bezüglich der Bildung einer neuen Regierung nicht einhalten konnten.
Am 26. September 2020 trat der designierte Premierminister Mustapha Adib, fast einen Monat nach seiner Ernennung zum Kabinettschef, zurück. Entscheidender Punkt für das Aufgeben Adibs waren offenbar die Forderungen der zwei wichtigsten schiitischen Gruppierungen, der Hisbollah und der Amal. Sie beanspruchten für sich das Amt des Finanzministers. Zudem forderten sie, die potenziellen Kabinettsmitglieder selbst zu benennen. Damit war der Versuch gescheitert, eine Expertenregierung zu schaffen, um die gravierende Wirtschafts- und Finanzkrise im Land zu bewältigen.
Am 22. Oktober 2020 wurde Saad Hariri beauftragt, eine neue Regierung zu bilden, ein Jahr, nachdem er unter landesweiten Protesten gegen weit verbreitete Korruption und eine zusammenbrechende Wirtschaft gestürzt war. Präsident Michel Aoun ernannte Hariri nach einer leichten Mehrheit der Stimmen des Parlaments zur nächsten Regierungschef. Mitte 2021 musste Hariri eingestehen, dass es ihm nicht gelungen sei, eine Regierung zu bilden, und gab den Auftrag zurück. Er hatte Präsident Michel Aoun ein technokratisches Kabinett vorgeschlagen, was dieser jedoch abgelehnt hatte.

## Regierungsbildung durch Nadschib Miqati
Am 26. Juli 2021 wurde der Geschäftsmann Nadschib Miqati nach parlamentarischen Konsultationen mit Präsident Michel Aoun zum neuen Ministerpräsident des Libanon designiert. Miqati kandidierte praktisch ohne Gegenstimmen und erhielt 72 Stimmen, während der ehemalige Botschafter Nawaf Salam nur eine Stimme erhielt; 42 Abgeordnete enthielten sich. Nach „13-monatiger Sackgasse“ konnte der frühere Ministerpräsident Nadschib Miqati eine neue Regierung vorstellen. Ihm gelang es, ein Kabinett mit 24 Ministern zu bilden. Der Deal zwischen dem designierten Premierminister Miqati und Präsident Aoun kommt nach monatelangen Meinungsverschiedenheiten über die Verteilung der Kabinettssitze zwischen verschiedenen Parteien.

## Anfangszusammensetzung
Die Aufstellung der 24-Minister-Regierung von Nadschib Miqati wurde am 10. September 2021 bekannt gegeben, 45 Tage nachdem der altgediente Politiker und reichste Mann des Libanon mit der Zusammenstellung eines neuen Kabinetts beauftragt wurde und mehr als ein Jahr nach dem Rücktritt der vorherigen Regierung Diab.
| Amt                                 | Amtsinhaber          | Beginn der Amtszeit | Ende der Amtszeit |
| Ministerpräsident                   | Ministerpräsident    | Ministerpräsident   | Ministerpräsident |
| ----------------------------------- | -------------------- | ------------------- | ----------------- |
| Ministerpräsident                   | Nadschib Miqati      | 2021                |                   |
| Stellvertretender Ministerpräsident | Saadeh Al-Shami      | 2021                |                   |
| Minister                            |                      |                     |                   |
| Justiz                              | Henri Khoury         | 2021                |                   |
| Auswärtige Angelegenheiten          | Abdallah Bou Habib   | 2021                |                   |
| Verteidigung                        | Maurice Slim         | 2021                |                   |
| Inneres und Gemeinden               | Bassam Mawlawi       | 2021                |                   |
| Wirtschaft und Handel               | Amin Salam           | 2021                |                   |
| Finanzen                            | Youssef Khalil       | 2021                |                   |
| Umwelt                              | Nasser Yassine       | 2021                |                   |
| Energie                             | Walid Fayyad         | 2021                |                   |
| Soziales                            | Hector Hajjar        | 2021                |                   |
| Tourismus                           | Walid Nassar         | 2021                |                   |
| Arbeit                              | Mustafa Bayram       | 2021                |                   |
| Bildung und Hochschulbildung        | Abbas Halabi         | 2021                |                   |
| Industrie und Handel                | George Bouchikian    | 2021                |                   |
| Information                         | George Kordahi       | 2021                |                   |
| Öffentliche Arbeiten und Transport  | Ali Hamieh           | 2021                |                   |
| Telekommunikation                   | Johnny Corm          | 2021                |                   |
| Landwirtschaft                      | Abbas Al-Hajj Hassan | 2021                |                   |
| Kultur                              | Mohammed Mortada     | 2021                |                   |
| Jugend und Sport                    | Georges Kallas       | 2021                |                   |
| Gesundheit                          | Firass Abiad         | 2021                |                   |
| Vertriebene                         | Issam Sharafeddine   | 2021                |                   |
| Administrative Entwicklung          | Najla Riachi         | 2021                |                   |
| Weitere Funktionsträger             |                      |                     |                   |
| Generalsekretär des Kabinetts       |                      |                     |                   |

## Internationale Reaktionen
Malcolm H. Kerr (Carnegie Middle East Center) schrieb, das erste, was die [neue] Regierung versuchen werde, sei, den gefährlichen wirtschaftlichen Niedergang des Libanon zu stoppen. Nachdem die Formation bekannt gegeben wurde, gewann das libanesische Pfund an Wert gegenüber dem US-Dollar. Damit steigt sofort die Kaufkraft der Bevölkerung, von der aktuell 74 Prozent in Armut leben. Miqati kündigte zudem an, die Subventionen einzustellen; dies werde zwar zu Inflation führen, der Schritt werde jedoch von der Verteilung von Lebensmittelkarten in US-Dollar an 500.000 der am stärksten gefährdeten Familien des Landes begleitet. Die Aufhebung der Subventionen soll die Ausblutung der verbleibenden Devisenreserven des Libanon beenden. Es sollte auch die langen Schlangen für Benzin und Kraftstoff beenden, die den Libanon in den letzten Monaten des Jahrs 2021 geplagt haben, da subventionierter Kraftstoff, der von einem Händlerkartell gehalten wird, nach Syrien umgeleitet wurde, wo die Preise höher sind. Über die Soforthilfe hinaus müsse Mikati Gespräche mit dem Internationalen Währungsfonds (IWF) über ein Rettungspaket aufnehmen. Der Premierminister hat in den letzten Wochen Kontakt mit Vertretern des IWF aufgenommen und möchte an dieser Front schnell handeln.
Miqatis Priorität sei es außerdem, den Stromsektor, „die blutende Wunde der Wirtschaft“, wiederzubeleben. Der Staat liefere gegenwärtig durchschnittlich ein bis zwei Stunden Strom pro Tag, was die Menschen dazu zwinge, sich stark auf private Generatoren zu verlassen, die für den für die meisten Verbraucher zu teuren Kraftstoff Marktpreise verlangen. Auch die wirtschaftlichen Kosten seien immens, da unzählige Unternehmen und Betriebe aufgrund von Stromknappheit geschlossen oder Arbeitszeiten reduziert haben. Am wichtigsten sei, dass die Verfügbarkeit von Kraftstoff es den libanesischen Krankenhäusern ermöglichen wird, zu funktionieren, da viele davor gewarnt hatten, dass sie wegen fehlender Kraftstoffversorgung für den Betrieb ihrer Generatoren geschlossen werden könnten.

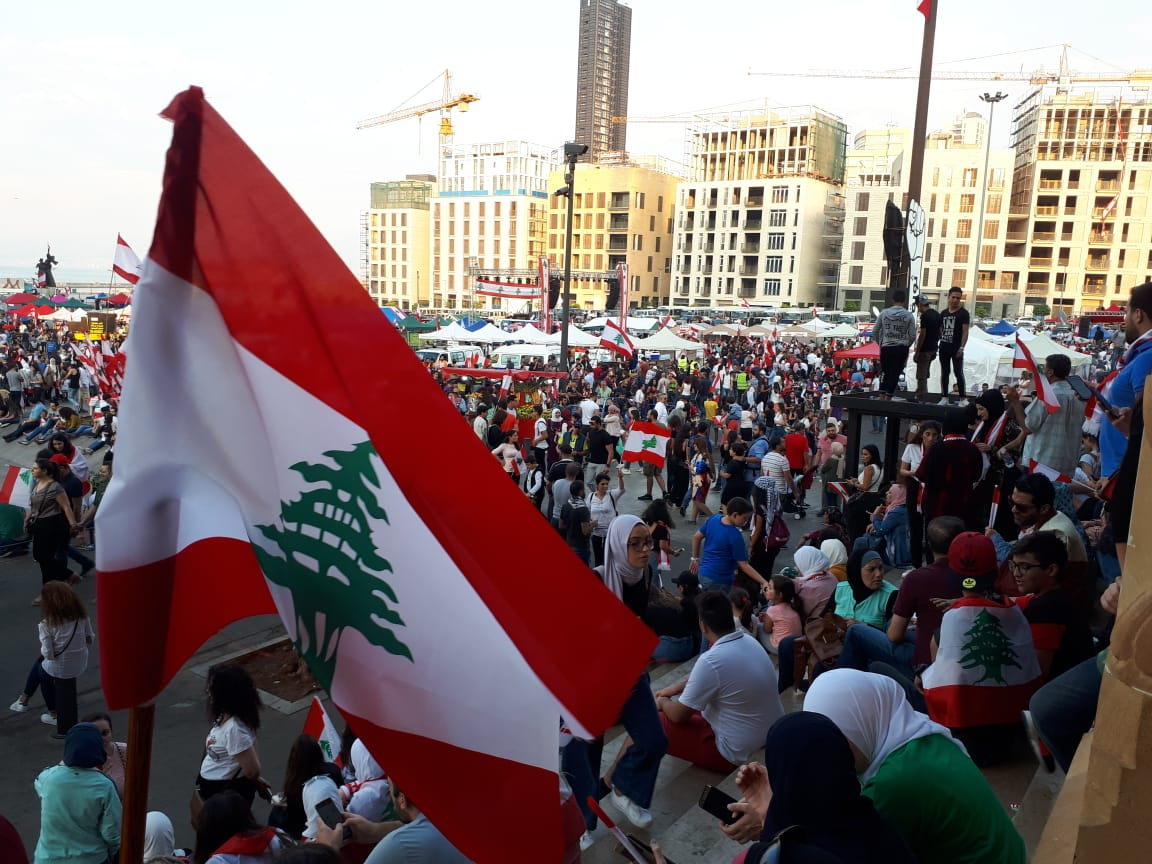
Proteste auf dem Märtyrerplatz in Beirut am 27. Oktober 2019

Inga Rogg (Neue Zürcher Zeitung) schrieb unter der Überschrift „Die alten Seilschaften sollen es in Libanon richten“, unter den Kabinettsmitgliedern seien zwar auch zahlreiche unbekannte Gesichter, womit rein formal die Forderung der westlichen Geberländer und der Protestbewegung nach einer Technokratenregierung erfüllt werde. Das könne freilich nicht darüber hinwegtäuschen, dass Miqati die Bildung einer Regierung nur gelungen sei, weil die Minister den mächtigen Strippenziehern im Land nahestehen. Entsprechend enttäuscht hätten Vertreter der Protestbewegung reagiert, die seit dem Herbst 2019 wirtschaftliche und politische Reformen fordert. Einer der wenigen Kabinettsmitglieder, der mit Vorschusslorbeeren bedacht wurde, sei Gesundheitsminister Firass Abiad; viele würden dem Spitaldirektor Respekt für seinen unermüdlichen Einsatz während der COVID-19-Pandemie im Libanon zollen. Die Blicke seien jetzt auf den neuen Finanzminister Yussuf Khalil gerichtet, so die Autorin weiter. Khalil, der seit fast vierzig Jahren in der Zentralbank tätig ist, gilt als Architekt von deren unorthodoxen Finanzoperationen in den letzten Jahren, die zum Kollaps geführt hätten. Kenner bescheinigen Khalil jedoch, dass er das Know-how hätte, um die vom IMF geforderten Reformen im Bankensektor umzusetzen. Die Frage sei freilich, ob er den politischen Rückhalt dafür habe. Politisch steht er Parlamentspräsident Nabih Berri von der schiitischen Amal-Bewegung nahe, die wiederum mit dem Hisbollah verbündet ist.
Der französische Präsident Emmanuel Macron, der viel persönliches Kapital in das krisengeschüttelte Land investiert hatte, hat an einer Geberkonferenz am Jahrestag der Explosionskatastrophe in Beirut 2020 rund 370 Millionen Dollar gesammelt. Macron begrüßte die Regierungsbildung; sie sei ein „notwendiger Schritt“, um die Krise zu bewältigen.
Die Deutsche Welle wies darauf hin, dass der bankrotte Staat zahlreiche Subventionen und Importe nicht mehr finanzieren könne. Die internationale Gemeinschaft habe zwar hunderte Millionen Euro zur Unterstützung zugesagt, diese jedoch an die Bedingung geknüpft, dass der Libanon eine Regierung bekommt, die in der Lage sein müsse, notwendige Reformen umzusetzen. Etwas Hoffnung gebe es insofern, dass Miquati ein „Ministerpräsident mit Erfahrung“, da er das Amt bereits 2005 sowie 2011 bis 2014 Ministerpräsident des Libanons war.